# 하밀카르 바르카

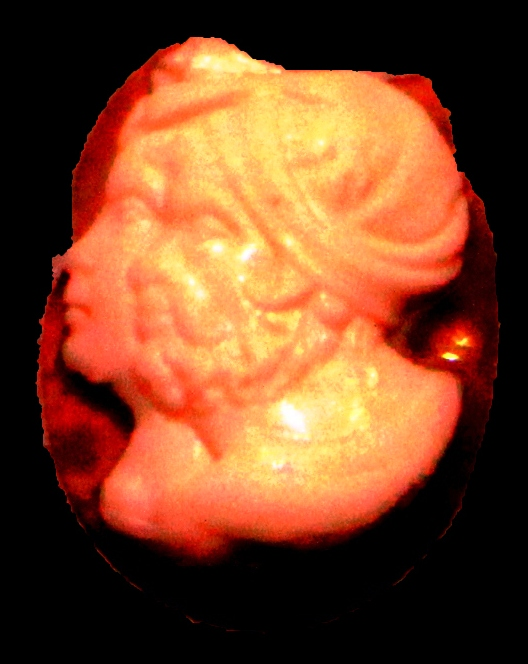

하밀카르 바르카(라틴어: Hamilcar Barca, 기원전 270년 경- 기원전 228년)는 고대 카르타고의 군인이자 정치가로 바르카 가문의 지도자이며 유명한 장군 한니발의 아버지이다.
기원전 247년경 로마 공화정과 카르타고의 제1차 포에니 전쟁 당시 하밀카르는 시칠리아의 카르타고군 사령관이 되었는데 당시 로마는 시칠리아 전역을 거의 손에 넣으려고 하고 있었다. 하밀카르는 섬의 북서쪽에 소수의 용병부대만을 이끌고 기습상륙하여 거점을 마련하고 에르크테 산(현재 팔레르모 근처로 추정)을 확보했고 기원전 244년에는 에릭스 산으로 거처를 옮기고 로마군에 효과적으로 대항했다.
기원전 241년까지 시칠리아를 성공적으로 방어했으나 카르타고 함대가 로마에게 패배한 후 하밀카르는 로마와 종전조약을 체결했는데 한번도 로마군에게 패한적없는 그의 부대는 항복없이 카르타고로 철수할 수 있었다.
제1차 포에니 전쟁 이후 북아프리카에서 용병들이 일으킨 반란을 성공적으로 진압하여 카르타고 시민들에게 큰 인기를 얻었고 이를 질투하고 시기하는 정치세력이 카르타고내에서 하밀카르의 반대파를 형성하자 자신이 직접 선택하여 훈련시킨 누미디아의 기병대와 함께 히스파니아로 원정을 떠났다. 뛰어난 군사적 재능과 외교술로 히스파니아의 대부분을 정복해 자신의 바르카 가문의 영향력 아래에 두는 데 성공했지만 끝내 원정의 완성을 보지 못하고 기원전 228년 전투 중에 죽었다.
그는 바르카 가문이 본국 카르타고와는 거의 별개로 히스파니아에서 독자적인 세력을 형성하는 데 지대한 공헌을 했으며 그의 사후 바르카 가문의 지도권은 사위인 공정한 하스드루발에게 계승되었고 이후 하스드루발이 암살되자 한니발이 지도권을 계승하게 된다.